# Magnac-lès-Gardes
Magnac-lès-Gardes est une commune nouvelle française qui existe à partir du 1er janvier 2025 dans le département de la Charente et la région Nouvelle-Aquitaine. Elle résulte de la fusion des communes de Gardes-le-Pontaroux et de Magnac-Lavalette-Villars.

## Géographie

### Localisation et accès
Magnac-lès-Gardes est située au sud-est du département de la Charente, à 7 km du département de la Dordogne, à 18 km au sud-est d'Angoulême et à 60 km au nord-ouest de Périgueux.
La commune est aussi à 4 km au nord-est de Villebois-Lavalette, chef-lieu de son canton.

### Hydrographie

#### Réseau hydrographique

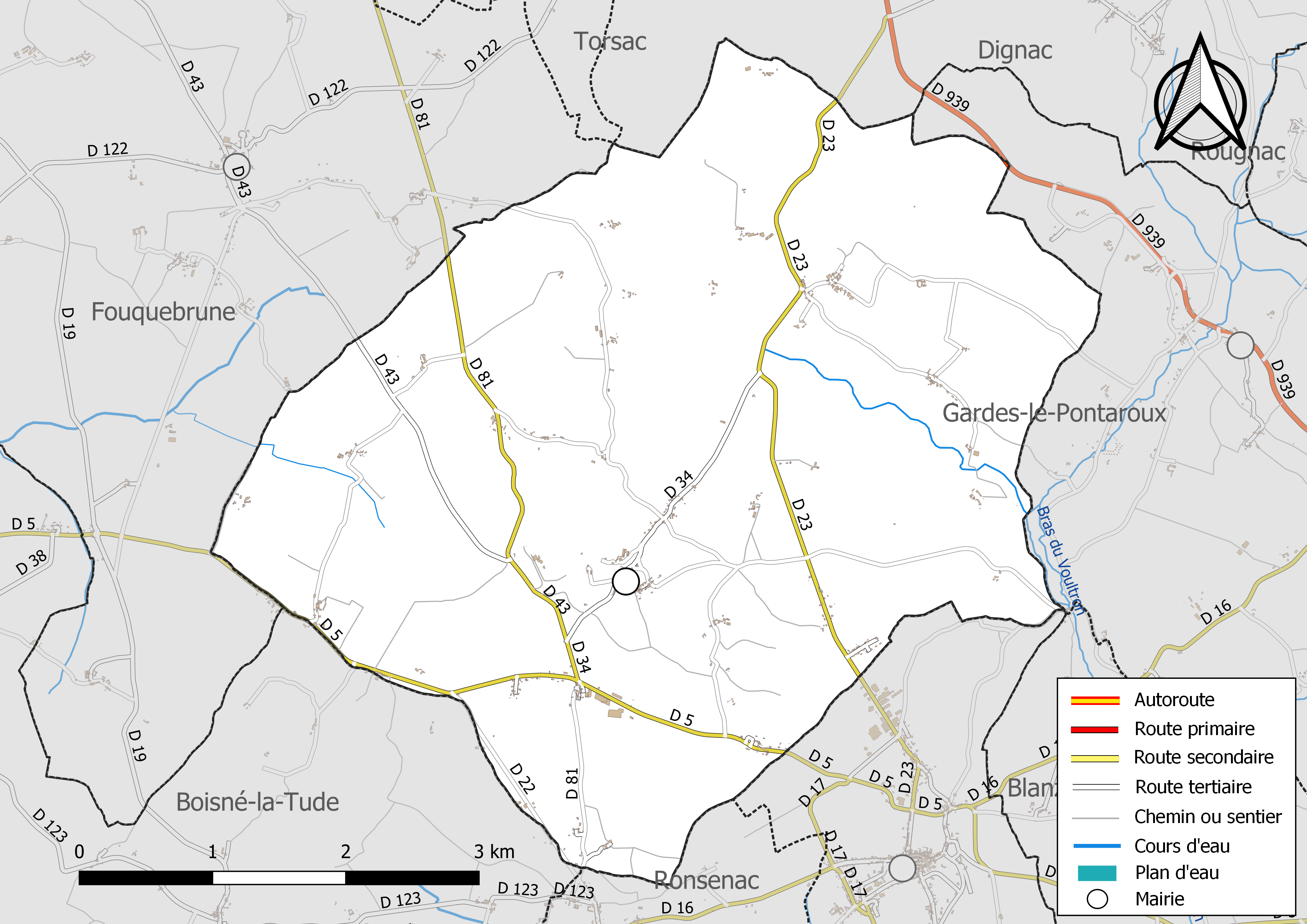
Réseaux hydrographique et routier de Magnac-Lavalette-Villars.

La commune est située dans le bassin versant de la Charente et  le bassin de la Dordogne au sein  du Bassin Adour-Garonne. Elle est drainée par un bras du Voultron et par deux petits cours d'eau, qui constituent un réseau hydrographique de 4 km de longueur totale,.
La commune est située sur la ligne de partage des eaux entre Charente à l'ouest (Boëme) et Garonne à l'est (Voultron, bassin de la Dordogne).
Le Voultron, affluent de la Lizonne et sous-affluent de la Dronne, passe à l'est de la commune. Le reste de la commune est assez sec. On compte quelques sources et retenues d'eau, principalement près de Villars, ainsi qu'un petit affluent intermittent du Voultron qui prend naissance au pied de Villars au Pont Maubras.

#### Gestion des eaux
Le territoire communal est couvert par les schémas d'aménagement et de gestion des eaux (SAGE) « Charente » et « Isle - Dronne ». Le SAGE « Charente», dont le territoire correspond au bassin de la Charente, d'une superficie de 9 300 km2, a été approuvé le 19 novembre 2019. La structure porteuse de l'élaboration et de la mise en œuvre est l'établissement public territorial de bassin Charente. Le SAGE « Isle - Dronne», dont le territoire regroupe les bassins versants de l'Isle et de la Dronne, d'une superficie de 7 500 km2, a été approuvé le 2 août 2021. La structure porteuse de l'élaboration et de la mise en œuvre est l'établissement public territorial de bassin de la Dordogne (EPIDOR). Ils définissent chacun sur leur territoire les objectifs généraux d’utilisation, de mise en valeur et de protection quantitative et qualitative des ressources en eau superficielle et souterraine, en respect des objectifs de qualité définis dans le troisième SDAGE  du Bassin Adour-Garonne qui couvre la période 2022-2027, approuvé le 10 mars 2022.

### Climat
Comme dans les trois quarts sud et ouest du département, le climat est océanique aquitain.

## Urbanisme

### Typologie
Magnac-lès-Gardes est catégorisée commune rurale à habitat très dispersé, selon la nouvelle grille communale de densité à 7 niveaux définie par l'Insee en 2022.
Elle est située hors unité urbaine. Par ailleurs la commune fait partie de l'aire d'attraction d'Angoulême, dont elle est une commune de la couronne,. Cette aire, qui regroupe 94 communes, est catégorisée dans les aires de 50 000 à moins de 200 000 habitants,.

## Toponymie
Le nom de la commune nouvelle a été choisi parmi des propositions faites par la population. Le nom retenu, qui signifie "Magnac près de Gardes", rappelle les deux origines de la commune.
Pour ce qui concerne Gardes, les formes anciennes sont (La) Garda, (La) Guarda en 1328, Guardia, Yguardia en 1380.
Comme de nombreux lieux en France, l'origine du nom de Gardes remonte à guarda, latinisé à partir du vieux haut allemand warta, signifiant « garde », lieu facile à garder et à défendre,. Rien qu'en Charente, on compte 18 de lieux de cette origine,.
Pour ce qui concerne Magnac, les formes anciennes de Magnac-Lavalette sont Magniaco en 1121, Manhaco en 1333, Meygnaco au XIIIe siècle, et de Villars, Villaribus au XIIIe siècle.
L'origine du nom de Magnac, comme Magnac-sur-Touvre, remonterait à un nom de personne gallo-romain Magnius auquel est apposé le suffixe -acum, ce qui correspondrait à Magniacum, « domaine de Magnius ».

### Limite linguistique
La commune marque la limite entre la langue d'oïl (domaine du saintongeais) à l'ouest et le domaine occitan (dialecte limousin) à l'est .

## Histoire
La commune est créée le 1er janvier 2025 à la suite d'un arrêté préfectoral du 16 septembre 2024 par la fusion des communes de Gardes-le-Pontaroux et de Magnac-Lavalette-Villars. Le chef-lieu de la commune nouvelle est fixé à la mairie de l'ancienne commune de Magnac-Lavalette-Villars.

## Politique et administration
Jusqu'aux prochaines élections municipales françaises de 2026, le conseil municipal de la commune nouvelle est constitué de l'ensemble des membres en exercice des conseils municipaux des deux communes fondatrices.

### Liste des maires
| Période | Période  | Identité | Étiquette | Qualité |
| ------- | -------- | -------- | --------- | ------- |
| 2025    | En cours |          |           |         |

### Communes déléguées
| Nom                              | Code Insee | Intercommunalité         | Superficie (km2) | Population (dernière pop. légale) | Densité (hab./km2) |
| -------------------------------- | ---------- | ------------------------ | ---------------- | --------------------------------- | ------------------ |
| Magnac-Lavalette-Villars (siège) | 16198      | CC Lavalette Tude Dronne | 23,75            | 487 (2022)                        | 21                 |
| Gardes-le-Pontaroux              | 16147      | CC Lavalette Tude Dronne | 13,3             | 256 (2022)                        | 19                 |

## Population et société

### Démographie
L'évolution du nombre d'habitants est connue à travers les recensements de la population effectués dans la commune depuis sa création.

En 2022, la commune comptait 743 habitants.
| 1793  | 1800  | 1806  | 1821  | 1831  | 1841  | 1846  | 1851  | 1856  |
| ----- | ----- | ----- | ----- | ----- | ----- | ----- | ----- | ----- |
| 1 237 | 1 331 | 1 181 | 1 322 | 1 388 | 1 326 | 1 338 | 1 350 | 1 414 |

| 1861  | 1866  | 1872  | 1876  | 1881  | 1886 | 1891 | 1896 | 1901 |
| ----- | ----- | ----- | ----- | ----- | ---- | ---- | ---- | ---- |
| 1 337 | 1 265 | 1 173 | 1 098 | 1 011 | 985  | 889  | 894  | 822  |

| 1906 | 1911 | 1921 | 1926 | 1931 | 1936 | 1946 | 1954 | 1962 |
| ---- | ---- | ---- | ---- | ---- | ---- | ---- | ---- | ---- |
| 800  | 820  | 728  | 719  | 716  | 714  | 754  | 638  | 615  |

| 1968 | 1975 | 1982 | 1990 | 1999 | 2006 | 2021 | 2022 | - |
| ---- | ---- | ---- | ---- | ---- | ---- | ---- | ---- | - |
| 528  | 536  | 584  | 607  | 611  | 685  | 729  | 743  | - |

## Économie

### Agriculture
Magnac-lès-Gardes est une commune agricole.

### Industrie
Les entreprises les plus importantes sont regroupées au lieu dit Lombre.
- Avel est une société de fabrication de cirage et produits d'entretien, décentralisée à Magnac-lès-Gardes en 1986[20].
- Atechsys, du groupe DCI, met en oeuvre une plateforme d'essais de drones.
- Nexon, services et matériel agricole.

### Tourisme
Piscine d'été Albert-Dubois (anciennement appelée piscine du Pontaroux), avec bassin de 33 m de longueur et plongeoirs (planche à 3 m et plate-forme à 5 m de hauteur), snack, particulièrement attractive en saison estivale. Construite par les habitants, elle fut la première piscine publique en Charente. Village de vacances à proximité. Le GR 36 passe à 300 m au sud.

#### Château de la Mercerie

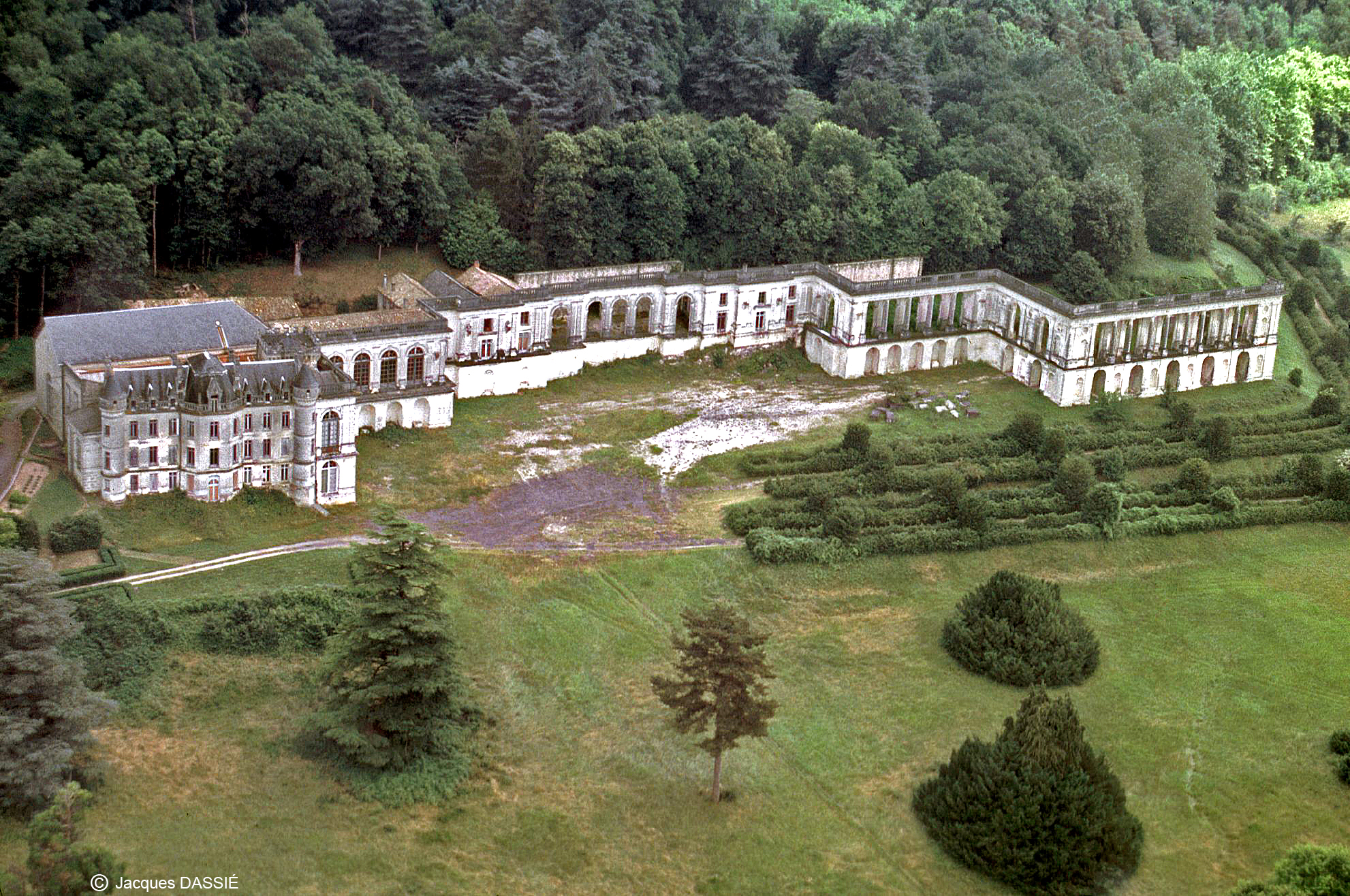
Château de la Mercerie

## Culture locale et patrimoine

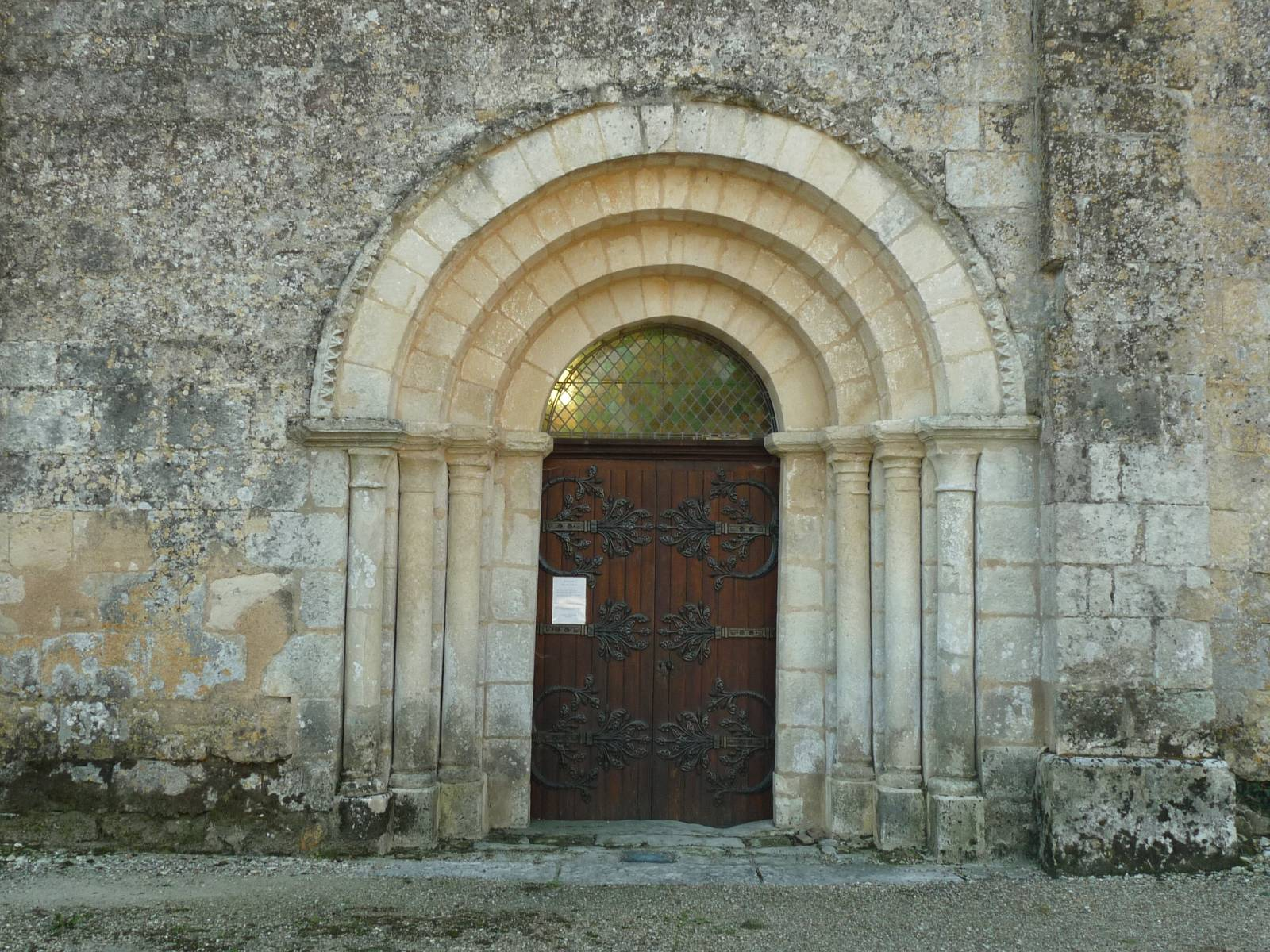
Portail de l'église Saint-Étienne.

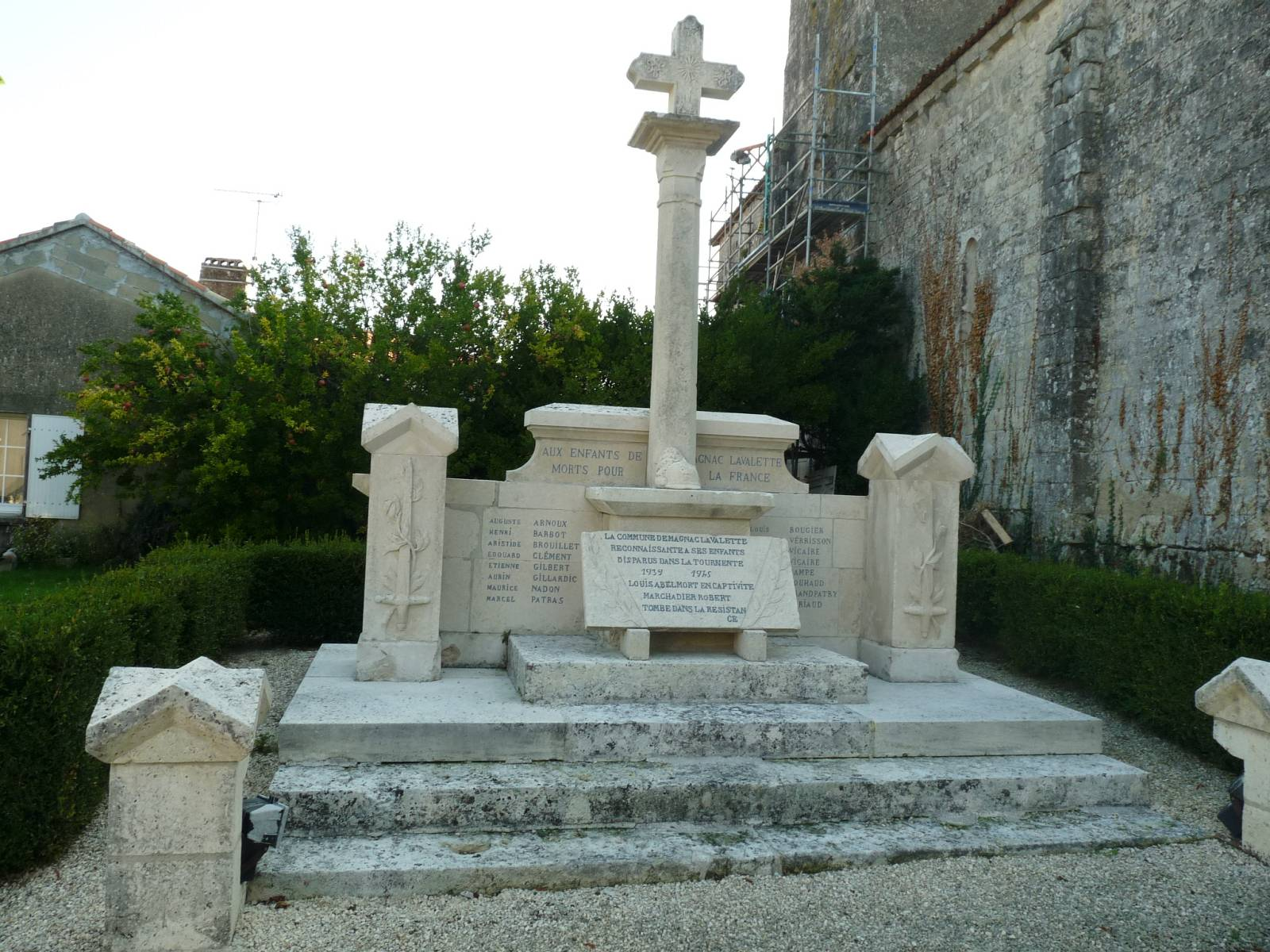
Le monument aux morts.

### Lieux et monuments

#### Église Saint-Étienne
L'église paroissiale Saint-Étienne, située au bourg de Magnac-Lavalette, est romane, construite à la fin du XIIe siècle. Elle possède un portail inscrit monument historique depuis 1926.

#### Villars
Le village de Villars, ancienne commune, et son église.

Villars
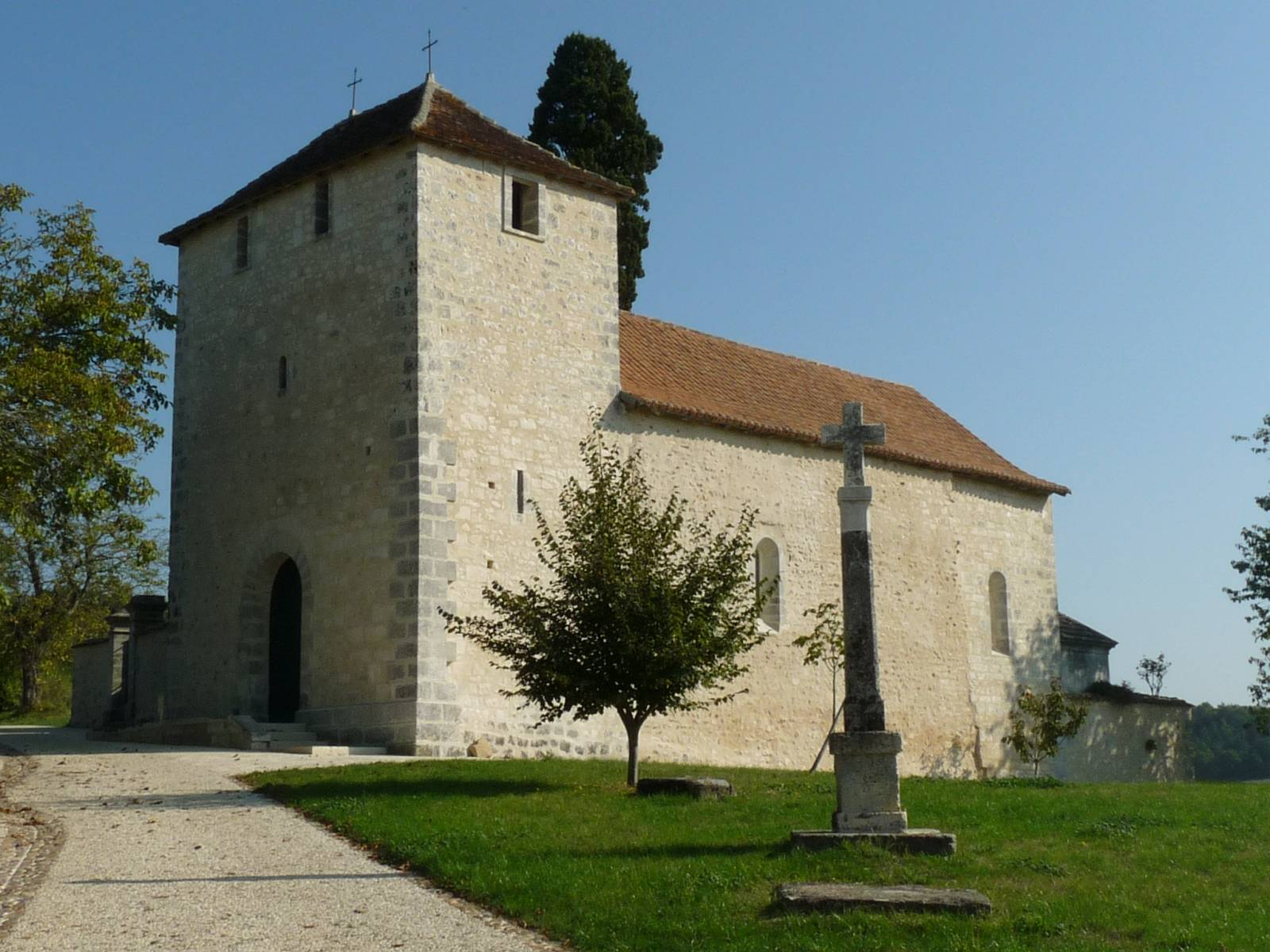
L'église.
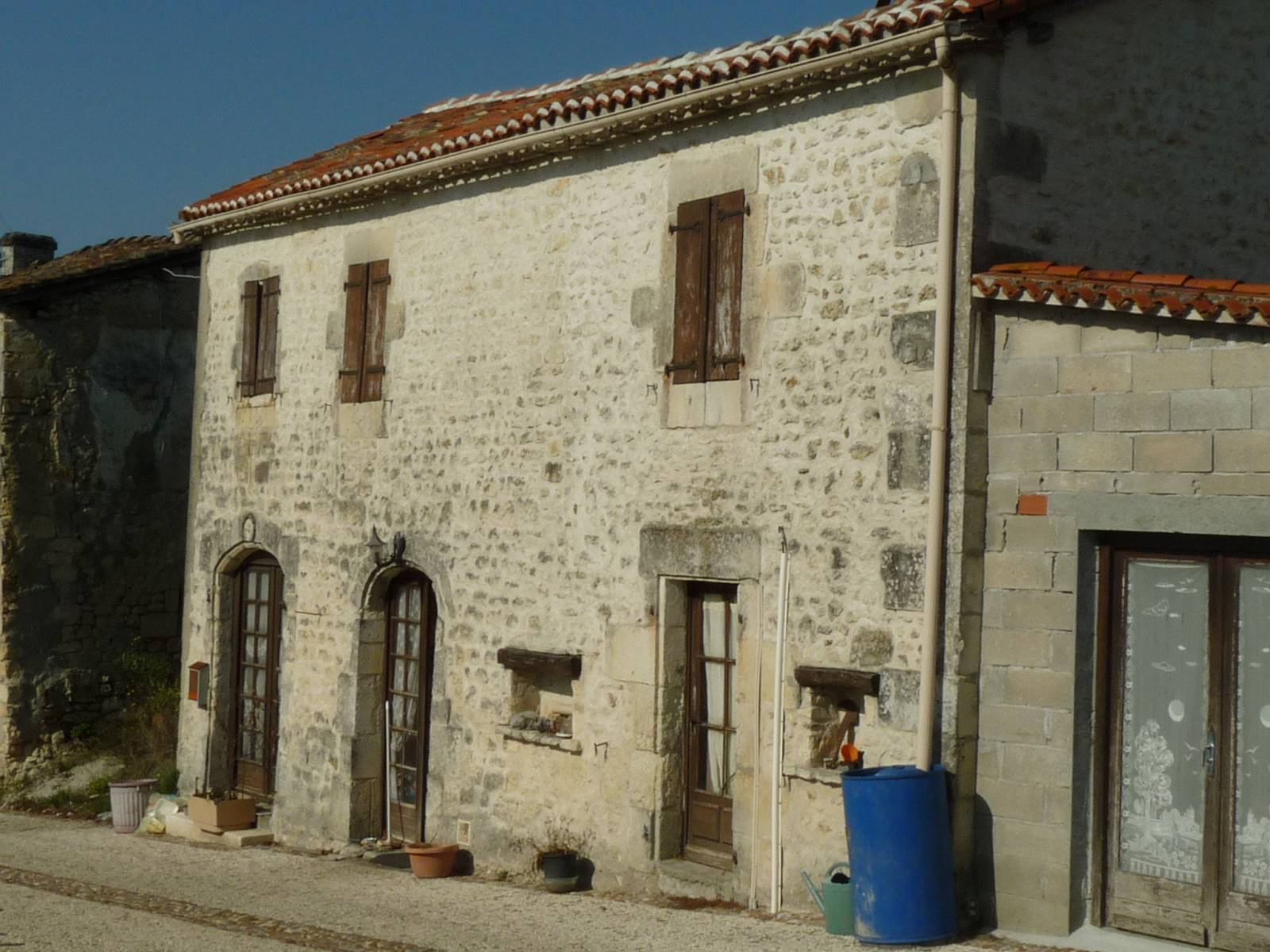
Maison ancienne.

#### Eglise Notre-Dame de Gardes
Située à Gardes, hameau historique de la commune de Gardes-le-Pontaroux, l'église Notre-Dame de Gardes, des XIIe et XVe siècles. Clocher massif roman en superposition d'étages, semblable à celui de l'église de Brantôme, abside romane, nef trapue comme d'autres églises des environs (Combiers, Édon) augmentée au XVe siècle. Elle est classée monument historique depuis 1943.

Église de Gardes
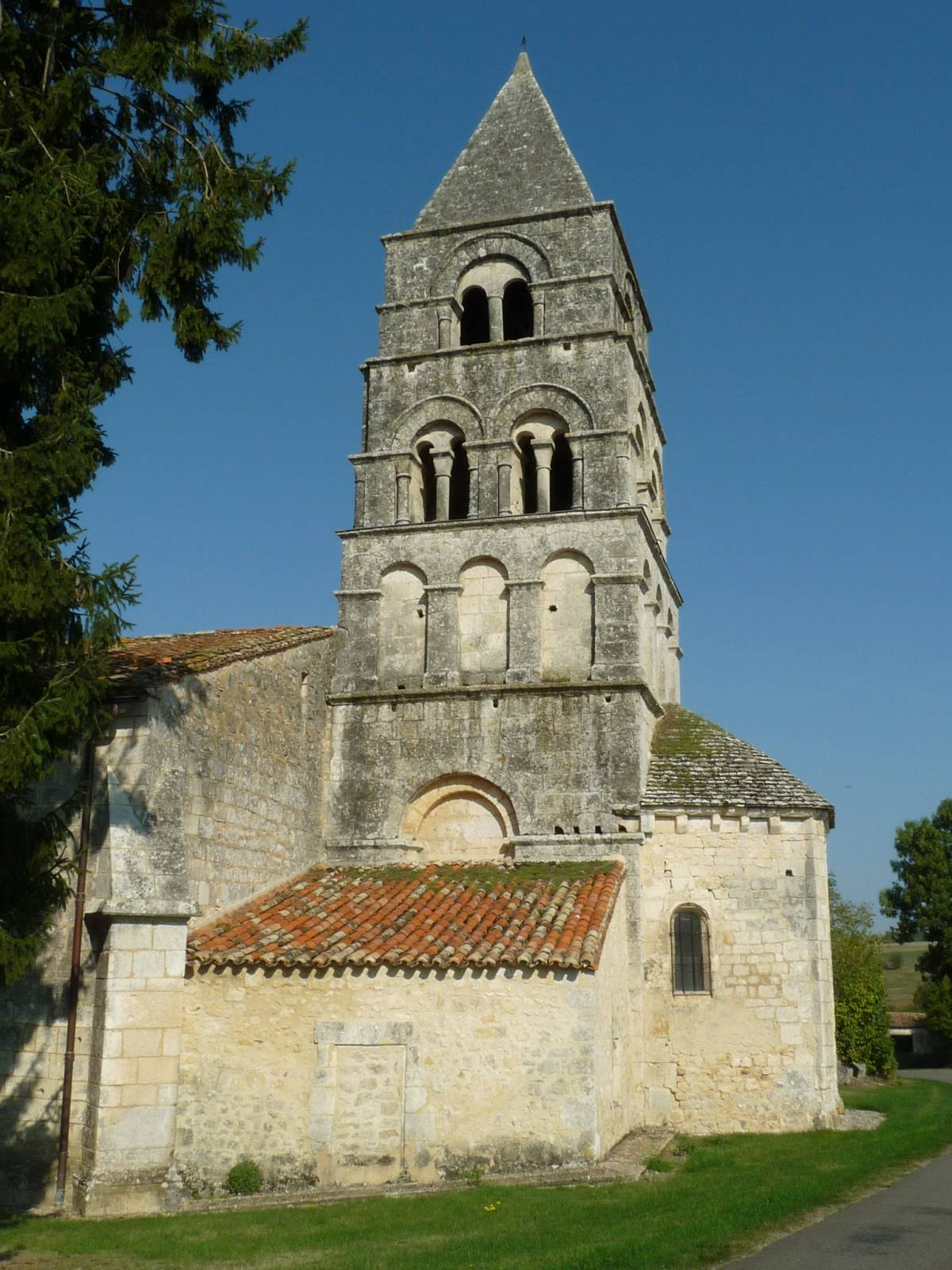
Le clocher.
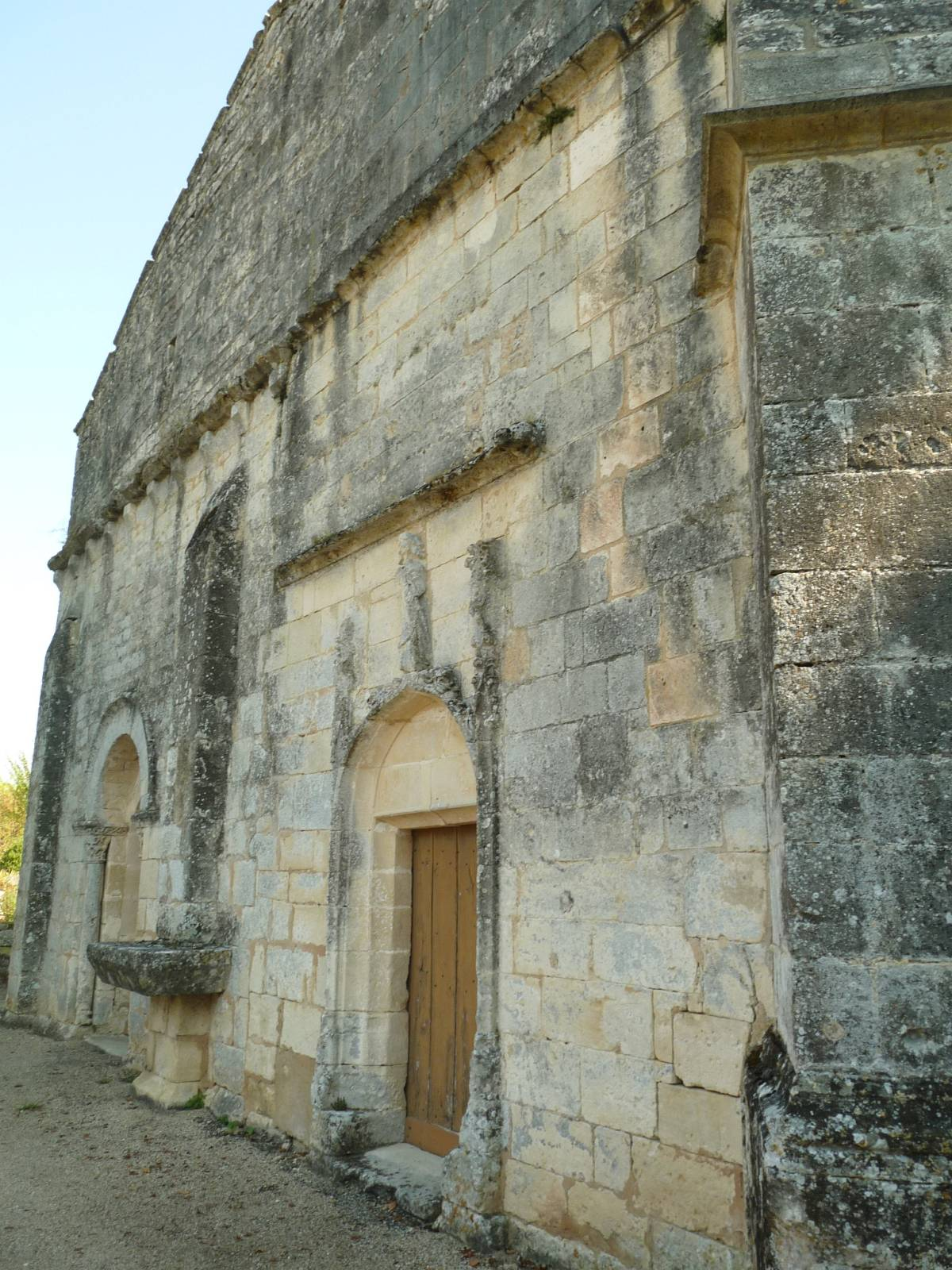
La façade.
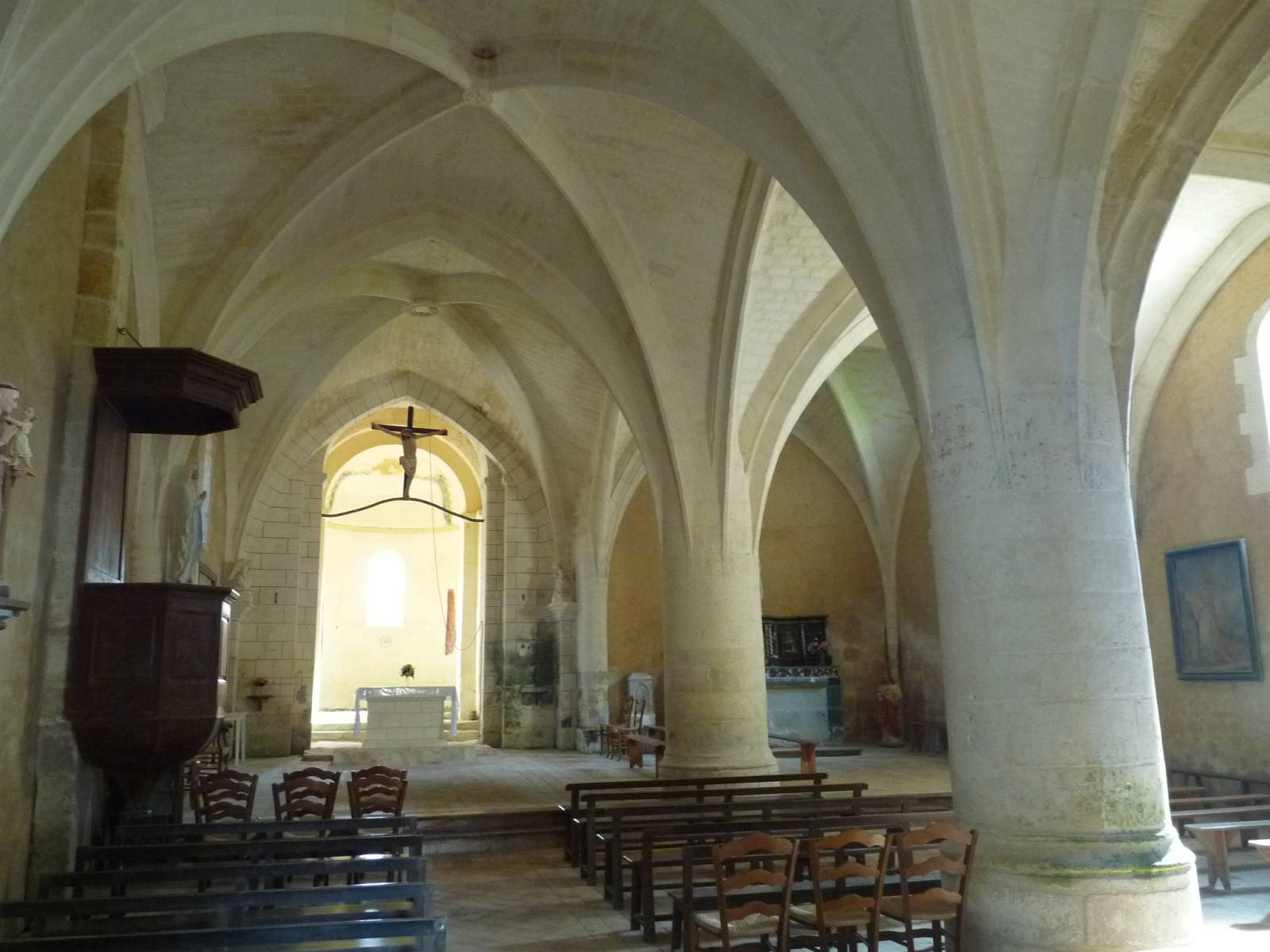
L'intérieur (nef double à droite).

#### La Quina
Le site préhistorique de la Quina, dans la vallée du Voultron. De renommée mondiale, on peut passer à côté sans le voir et il n'est pas visitable. Il est classé monument historique depuis 1984. Situé à un kilomètre, sur la commune de Blanzaguet, le logis du Peyrat, qui abrita le laboratoire du docteur Léon Henri-Martin, découvreur de squelettes de Néanderthaliens à la Quina, à partir de 1911.

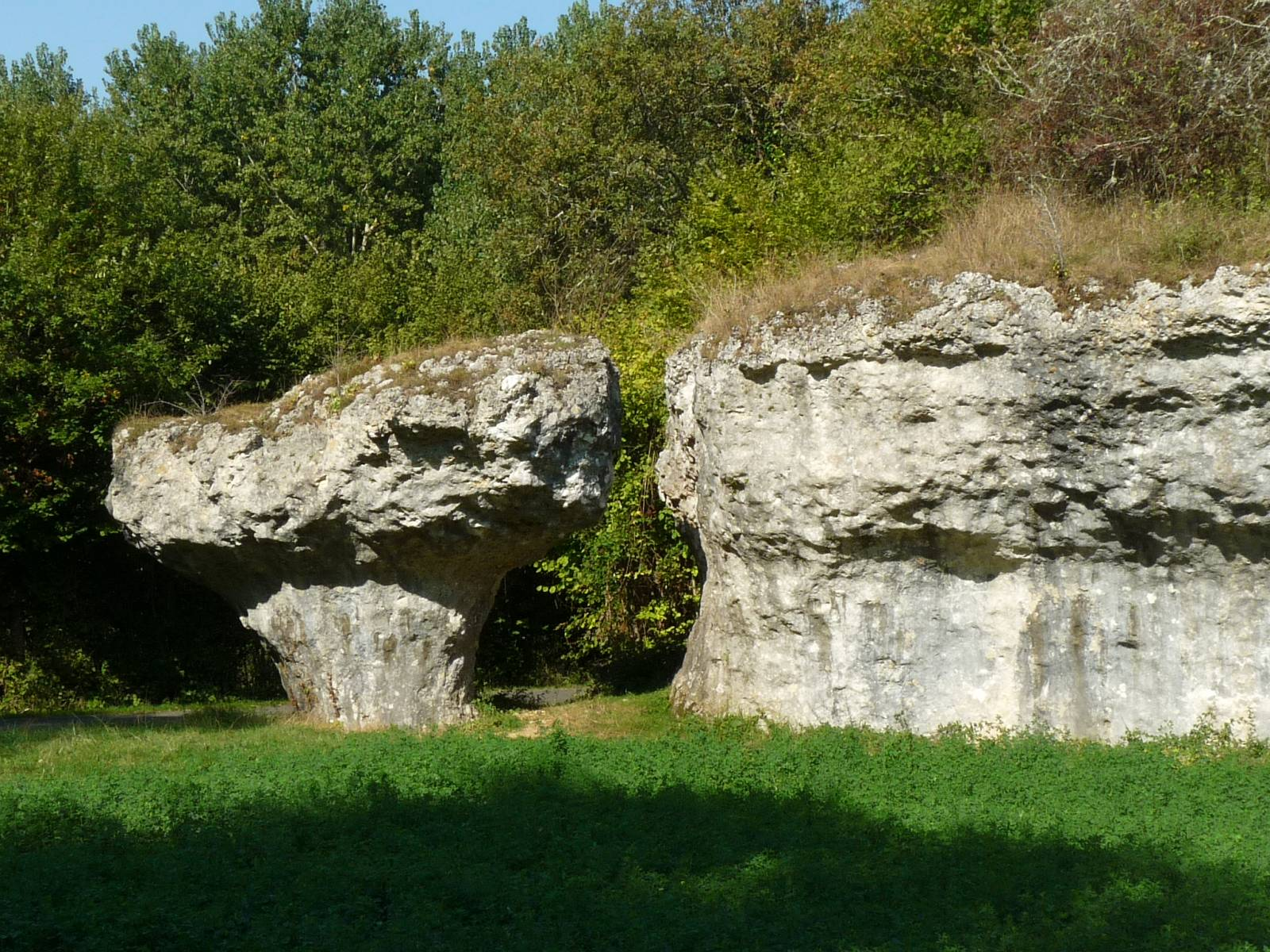
Le Champignon.

Rocher dans la vallée du Voultron appelé le Champignon.

### Personnalités liées à la commune
- Raymond Réthoré (1901-1986) : homme politique charentais, député et bâtisseur du château de la Mercerie.